# Biegesperrholz

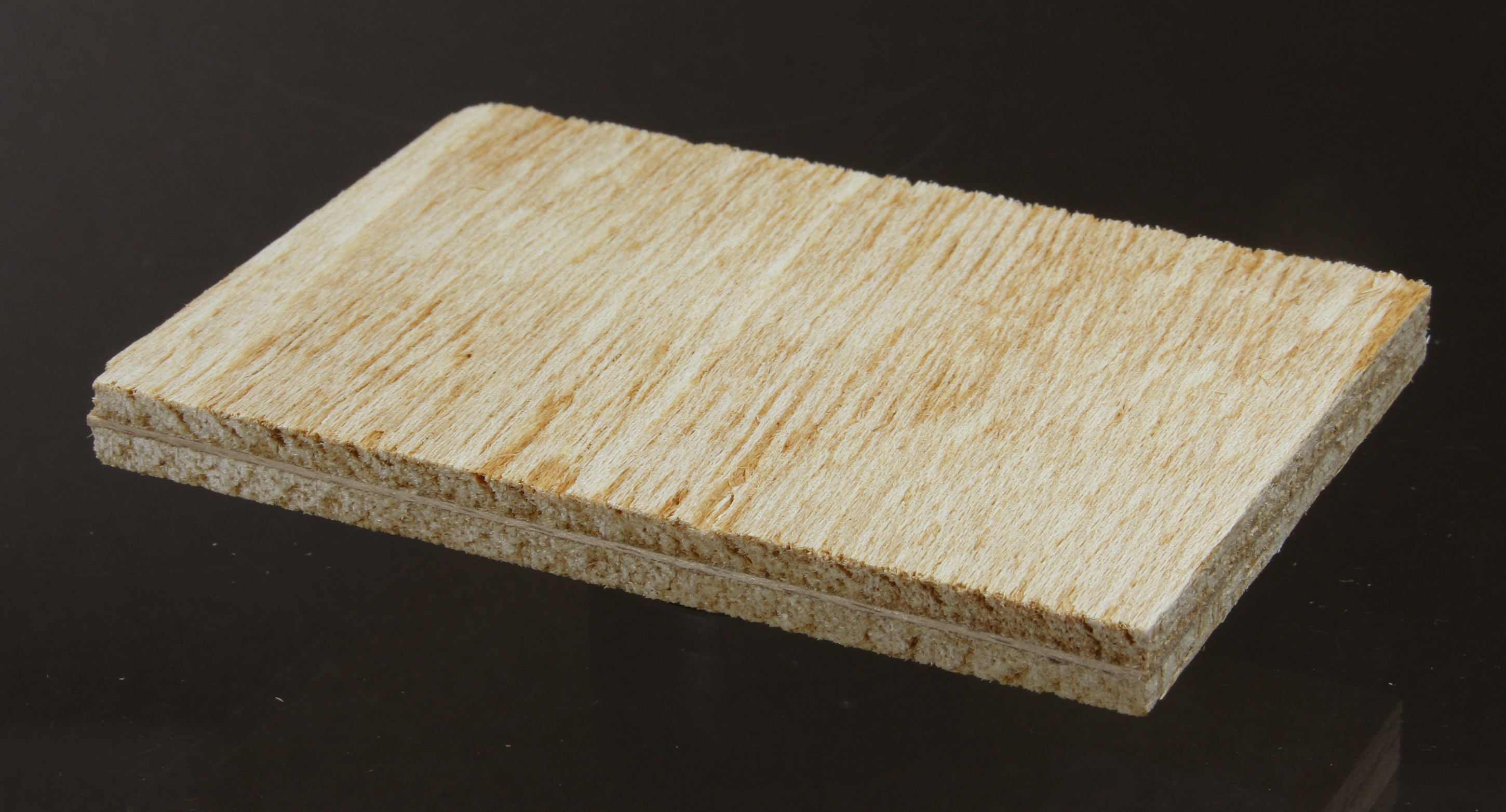
Biegesperrholzplatte

Biegesperrholz ist ein Holzwerkstoff, der aus mehreren aufeinandergeleimten Holzschichten besteht (Sperrholz) und sich aufgrund seines Aufbaus im Vergleich zu anderen Sperrholztypen sehr leicht biegen lässt.

## Eigenschaften
Biegesperrholz ist meist dreilagig, wobei die mittlere Schicht dünner ist als die äußeren. Die Mittellage besteht dabei aus einem dünnen Schälfurnier, das beidseitig durch dickere Decklagen bedeckt ist. Diese Sperrholzsorte lässt sich parallel zur Faserrichtung der Außenlage leicht biegen, ohne zu brechen. 3 mm starkes Biegesperrholz erlaubt einen minimalen Biegeradius von etwa 25 mm; mit steigender Materialstärke vergrößert sich auch der minimale Biegeradius.

## Anwendung
Die Anwendungsbereiche für Biegesperrholz liegen überall dort, wo gerundete Holzformen notwendig sind, insbesondere als Verkleidungsbauteil. Entsprechend wird es genutzt für Verkleidungen von Säulen, im Theken- und Messebau, im Boots- und Fahrzeugbau und bei Schalungen.